# See-Saw/Cool Jerk
See-Saw/Cool Jerk è un singolo discografico del gruppo musicale italiano The Group, pubblicato nel 1966 dalla ARC; alcuni sostengono che sia cantato da Lucio Dalla, tuttavia Dalla stesso non ricorda di averlo mai inciso e la voce non sembra davvero la sua.

## Descrizione
Il gruppo era formato dal complesso guidato da Alessandro Alessandroni e da Lucio Dalla come cantante ma il nome di Dalla non appare né in etichetta né in copertina. In copertina vi è una ragazza vestita d'argento sulla destra, mentre a sinistra vi sono i titoli delle canzoni.
Il brano "See-Saw" nasce dal tentativo fatto dall'RCA Italiana di lanciare un nuovo ballo, il see-saw, tentativo in cui rientra anche la canzone La sai troppo lunga di Rita Pavone (che nel ritornello ripete molte volte "See saw"). Il secondo brano, "Cool Jerk", è la cover di una canzone del 1957 di Donald Storball e interpretata con successo dal gruppo The Capitols; la canzone è cantata da Dalla in inglese.

## Tracce
1. See-Saw – 2:24 (testo: Carlo Nistri – musica: Alessandro Alessandroni)
2. Cool Jerk – 2:41 (Donald Storball)